# Reggenza di Minahasa Sudorientale
La reggenza di Minahasa Sudorientale (in indonesiano: Kabupaten Minahasa Tenggara) è una reggenza dell'Indonesia, situata nella provincia di Sulawesi Settentrionale.